# Queen's Club Championships 1997 - Qualificazioni singolare
Le qualificazioni del singolare dei Queen's Club Championships 1997 sono state un torneo di tennis preliminare per accedere alla fase finale della manifestazione. I vincitori dell'ultimo turno sono entrati di diritto nel tabellone principale. In caso di ritiro di uno o più giocatori aventi diritto a questi sono subentrati i lucky loser, ossia i giocatori che hanno perso nell'ultimo turno ma che avevano una classifica più alta rispetto agli altri partecipanti che avevano comunque perso nel turno finale.
Le qualificazioni del torneo Queen's Club Championships 1997 prevedevano 56 partecipanti di cui 7 sono entrati nel tabellone principale.

## Teste di serie
1. Frederik Fetterlein (secondo turno)
2. Mark Knowles (ultimo turno)
3. Dick Norman (secondo turno)
4. Nicolás Pereira (ultimo turno)
5. Steve Bryan (secondo turno)
6. Stéphane Huet (primo turno)
7. Jeff Salzenstein (ultimo turno)

1. Kevin Ullyett (Qualificato)
2. Cecil Mamiit (Qualificato)
3. Gianluca Pozzi (secondo turno)
4. Luis Herrera (Qualificato)
5. Oren Motevassel (primo turno)
6. David Nainkin (Qualificato)
7. Brian MacPhie (ultimo turno)

## Qualificati
1. Brian MacPhie
2. Chris Haggard
3. David Nainkin
4. Luis Herrera

1. Jean-Philippe Fleurian
2. Cecil Mamiit
3. Kevin Ullyett

## Tabellone

### Legenda
| - Q = Qualificato - WC = Wild card - LL = Lucky loser | - ALT = Alternate - SE = Special Exempt - PR = Protected Ranking | - w/o = Walkover - r = Ritirato - d = Squalificato |

### Sezione 1
|  | Primo turno       | Primo turno            | Primo turno            | Primo turno | Primo turno |  |  | Secondo turno | Secondo turno       | Secondo turno       | Secondo turno | Secondo turno |   |   | Ultimo turno | Ultimo turno      | Ultimo turno      | Ultimo turno | Ultimo turno |  |
|  |                   |                        |                        |             |             |  |  |               |                     |                     |               |               |   |   |              |                   |                   |              |              |  |
|  | 1                 | Frederik Fetterlein    | Frederik Fetterlein    | 6           | 6           |  |  |               |                     |                     |               |               |   |   |              |                   |                   |              |              |  |
|  |                   | Jean-François Bachelot | Jean-François Bachelot | 2           | 3           |  |  | 1             | Frederik Fetterlein | Frederik Fetterlein | 5             | 2             |   |   |              |                   |                   |              |              |  |
|  | Allen Belobrajdic | Allen Belobrajdic      | 6                      | 6           | 6           |  |  |               | Allen Belobrajdic   | Allen Belobrajdic   | 7             | 6             |   |   |              |                   |                   |              |              |  |
|  | Ryuso Tsujino     | Ryuso Tsujino          | 4                      | 7           | 3           |  |  |               |                     |                     |               |               |   |   |              | Allen Belobrajdic | Allen Belobrajdic | 2            | 0r           |  |
|  | Rodolphe Gilbert  | Rodolphe Gilbert       | Rodolphe Gilbert       | 6           | 6           |  |  |               |                     | 14                  | Brian MacPhie | Brian MacPhie | 6 | 3 |              |                   |                   |              |              |  |
|  | Nick Weal         | Nick Weal              | Nick Weal              | 3           | 3           |  |  |               | Rodolphe Gilbert    | Rodolphe Gilbert    | 2             | 4             |   |   |              |                   |                   |              |              |  |
|  | 14                | Brian MacPhie          | Brian MacPhie          | 6           | 6           |  |  | 14            | Brian MacPhie       | Brian MacPhie       | 6             | 6             |   |   |              |                   |                   |              |              |  |
|  |                   | Raviv Weidenfeld       | Raviv Weidenfeld       | 2           | 3           |  |  |               |                     |                     |               |               |   |   |              |                   |                   |              |              |  |

### Sezione 2
|  | Primo turno     | Primo turno     | Primo turno     | Primo turno | Primo turno |  |  | Secondo turno   | Secondo turno   | Secondo turno | Secondo turno | Secondo turno |   |   | Ultimo turno | Ultimo turno | Ultimo turno | Ultimo turno | Ultimo turno |  |
|  |                 |                 |                 |             |             |  |  |                 |                 |               |               |               |   |   |              |              |              |              |              |  |
|  | 2               | Mark Knowles    | 2               | 6           | 6           |  |  |                 |                 |               |               |               |   |   |              |              |              |              |              |  |
|  |                 | Wayne Black     | 6               | 3           | 4           |  |  | 2               | Mark Knowles    | Mark Knowles  | 7             | 7             |   |   |              |              |              |              |              |  |
|  | Luke Milligan   | Luke Milligan   | 4               | 6           | 7           |  |  |                 | Luke Milligan   | Luke Milligan | 6             | 5             |   |   |              |              |              |              |              |  |
|  | Tom Spinks      | Tom Spinks      | 6               | 2           | 6           |  |  |                 |                 |               |               |               |   |   | 2            | Mark Knowles | Mark Knowles | 2            | 1            |  |
|  | Michael Tebbutt | Michael Tebbutt | Michael Tebbutt | 6           | 6           |  |  |                 |                 |               | Chris Haggard | Chris Haggard | 6 | 6 |              |              |              |              |              |  |
|  | Mark Draper     | Mark Draper     | Mark Draper     | 4           | 0           |  |  | Michael Tebbutt | Michael Tebbutt | 6             | 6             | 4             |   |   |              |              |              |              |              |  |
|  |                 | Chris Haggard   | Chris Haggard   | 6           | 6           |  |  | Chris Haggard   | Chris Haggard   | 7             | 2             | 6             |   |   |              |              |              |              |              |  |
|  | 12              | Oren Motevassel | Oren Motevassel | 1           | 2           |  |  |                 |                 |               |               |               |   |   |              |              |              |              |              |  |

### Sezione 3
|  | Primo turno     | Primo turno     | Primo turno     | Primo turno | Primo turno |  |  | Secondo turno | Secondo turno   | Secondo turno  | Secondo turno | Secondo turno |   |   | Ultimo turno | Ultimo turno    | Ultimo turno    | Ultimo turno | Ultimo turno |  |
|  |                 |                 |                 |             |             |  |  |               |                 |                |               |               |   |   |              |                 |                 |              |              |  |
|  | 3               | Dick Norman     | Dick Norman     | 6           | 6           |  |  |               |                 |                |               |               |   |   |              |                 |                 |              |              |  |
|  |                 | Colin Bennett   | Colin Bennett   | 4           | 2           |  |  | 3             | Dick Norman     | 6              | 3             | 4             |   |   |              |                 |                 |              |              |  |
|  | Chris Wilkinson | Chris Wilkinson | Chris Wilkinson | 7           | 6           |  |  |               | Chris Wilkinson | 3              | 6             | 6             |   |   |              |                 |                 |              |              |  |
|  | Bryan Shelton   | Bryan Shelton   | Bryan Shelton   | 5           | 4           |  |  |               |                 |                |               |               |   |   |              | Chris Wilkinson | Chris Wilkinson | 1            | 4            |  |
|  | Vaughan Snyman  | Vaughan Snyman  | 6               | 0           | 6           |  |  |               |                 | 13             | David Nainkin | David Nainkin | 6 | 6 |              |                 |                 |              |              |  |
|  | Robbie Koenig   | Robbie Koenig   | 1               | 6           | 4           |  |  |               | Vaughan Snyman  | Vaughan Snyman | 1             | 5             |   |   |              |                 |                 |              |              |  |
|  | 13              | David Nainkin   | David Nainkin   | 6           | 6           |  |  | 13            | David Nainkin   | David Nainkin  | 6             | 7             |   |   |              |                 |                 |              |              |  |
|  |                 | Eyal Erlich     | Eyal Erlich     | 3           | 4           |  |  |               |                 |                |               |               |   |   |              |                 |                 |              |              |  |

### Sezione 4
|  | Primo turno   | Primo turno     | Primo turno   | Primo turno | Primo turno |  |  | Secondo turno | Secondo turno   | Secondo turno | Secondo turno | Secondo turno |   |   | Ultimo turno | Ultimo turno    | Ultimo turno    | Ultimo turno | Ultimo turno |  |
|  |               |                 |               |             |             |  |  |               |                 |               |               |               |   |   |              |                 |                 |              |              |  |
|  | 4             | Nicolás Pereira | 3             | 6           | 6           |  |  |               |                 |               |               |               |   |   |              |                 |                 |              |              |  |
|  |               | Pierre Bouteyre | 6             | 4           | 4           |  |  | 4             | Nicolás Pereira | 5             | 7             | 7             |   |   |              |                 |                 |              |              |  |
|  | Patrick Baur  | Patrick Baur    | 2             | 6           | 7           |  |  |               | Patrick Baur    | 7             | 5             | 6             |   |   |              |                 |                 |              |              |  |
|  | Andrew Foster | Andrew Foster   | 6             | 3           | 5           |  |  |               |                 |               |               |               |   |   | 4            | Nicolás Pereira | Nicolás Pereira | 1            | 2            |  |
|  | Jamie Delgado | Jamie Delgado   | Jamie Delgado | 6           | 6           |  |  |               |                 | 11            | Luis Herrera  | Luis Herrera  | 6 | 6 |              |                 |                 |              |              |  |
|  | Colin Beecher | Colin Beecher   | Colin Beecher | 3           | 3           |  |  |               | Jamie Delgado   | Jamie Delgado | 2             | 4             |   |   |              |                 |                 |              |              |  |
|  | 11            | Luis Herrera    | 1             | 6           | 6           |  |  | 11            | Luis Herrera    | Luis Herrera  | 6             | 6             |   |   |              |                 |                 |              |              |  |
|  |               | Danny Sapsford  | 6             | 4           | 2           |  |  |               |                 |               |               |               |   |   |              |                 |                 |              |              |  |

### Sezione 5
|  | Primo turno            | Primo turno            | Primo turno    | Primo turno | Primo turno |  |  | Secondo turno | Secondo turno          | Secondo turno          | Secondo turno          | Secondo turno          |   |   | Ultimo turno | Ultimo turno | Ultimo turno | Ultimo turno | Ultimo turno |  |
|  |                        |                        |                |             |             |  |  |               |                        |                        |                        |                        |   |   |              |              |              |              |              |  |
|  | 5                      | Steve Bryan            | Steve Bryan    | 7           | 7           |  |  |               |                        |                        |                        |                        |   |   |              |              |              |              |              |  |
|  |                        | David DiLucia          | David DiLucia  | 6           | 6           |  |  | 5             | Steve Bryan            | Steve Bryan            | 4                      | 1                      |   |   |              |              |              |              |              |  |
|  | Michael Hill           | Michael Hill           | 3              | 7           | 6           |  |  |               | Michael Hill           | Michael Hill           | 6                      | 6                      |   |   |              |              |              |              |              |  |
|  | Noam Behr              | Noam Behr              | 6              | 5           | 1           |  |  |               |                        |                        |                        |                        |   |   | Michael Hill | Michael Hill | Michael Hill | 6            | 6            |  |
|  | Jean-Philippe Fleurian | Jean-Philippe Fleurian | 1              | 6           | 6           |  |  |               |                        | Jean-Philippe Fleurian | Jean-Philippe Fleurian | Jean-Philippe Fleurian | 7 | 7 |              |              |              |              |              |  |
|  | Mosè Navarra           | Mosè Navarra           | 6              | 3           | 2           |  |  |               | Jean-Philippe Fleurian | Jean-Philippe Fleurian | 6                      | 6                      |   |   |              |              |              |              |              |  |
|  | 10                     | Gianluca Pozzi         | Gianluca Pozzi | 6           | 7           |  |  | 10            | Gianluca Pozzi         | Gianluca Pozzi         | 3                      | 2                      |   |   |              |              |              |              |              |  |
|  |                        | Barry Cowan            | Barry Cowan    | 4           | 6           |  |  |               |                        |                        |                        |                        |   |   |              |              |              |              |              |  |

### Sezione 6
|  | Primo turno   | Primo turno         | Primo turno | Primo turno | Primo turno |  |  | Secondo turno     | Secondo turno     | Secondo turno     | Secondo turno | Secondo turno |   |   | Ultimo turno | Ultimo turno | Ultimo turno | Ultimo turno | Ultimo turno |  |
|  |               |                     |             |             |             |  |  |                   |                   |                   |               |               |   |   |              |              |              |              |              |  |
|  |               | Denis Van Uffelen   | 7           | 1           | 6           |  |  |                   |                   |                   |               |               |   |   |              |              |              |              |              |  |
|  | 6             | Stéphane Huet       | 6           | 6           | 3           |  |  | Denis Van Uffelen | Denis Van Uffelen | Denis Van Uffelen | 5             | 4             |   |   |              |              |              |              |              |  |
|  | Jaymon Crabb  | Jaymon Crabb        | 6           | 4           | 6           |  |  | Jaymon Crabb      | Jaymon Crabb      | Jaymon Crabb      | 7             | 6             |   |   |              |              |              |              |              |  |
|  | Paul Kilderry | Paul Kilderry       | 3           | 6           | 2           |  |  |                   |                   |                   |               |               |   |   |              | Jaymon Crabb | 4            | 6            | 4            |  |
|  | Steven Downs  | Steven Downs        | 6           | 3           | 7           |  |  |                   |                   | 9                 | Cecil Mamiit  | 6             | 3 | 6 |              |              |              |              |              |  |
|  | Pier Gauthier | Pier Gauthier       | 3           | 6           | 6           |  |  |                   | Steven Downs      | Steven Downs      | 3             | 4             |   |   |              |              |              |              |              |  |
|  | 9             | Cecil Mamiit        | 7           | 5           | 6           |  |  | 9                 | Cecil Mamiit      | Cecil Mamiit      | 6             | 6             |   |   |              |              |              |              |              |  |
|  |               | Jan-Michael Gambill | 6           | 7           | 3           |  |  |                   |                   |                   |               |               |   |   |              |              |              |              |              |  |

### Sezione 7
|  | Primo turno       | Primo turno       | Primo turno      | Primo turno | Primo turno |  |  | Secondo turno | Secondo turno     | Secondo turno | Secondo turno | Secondo turno |   |   | Ultimo turno | Ultimo turno     | Ultimo turno     | Ultimo turno | Ultimo turno |  |
|  |                   |                   |                  |             |             |  |  |               |                   |               |               |               |   |   |              |                  |                  |              |              |  |
|  | 7                 | Jeff Salzenstein  | Jeff Salzenstein | 7           | 6           |  |  |               |                   |               |               |               |   |   |              |                  |                  |              |              |  |
|  |                   | Shūzō Matsuoka    | Shūzō Matsuoka   | 6           | 2           |  |  | 7             | Jeff Salzenstein  | 5             | 6             | 6             |   |   |              |                  |                  |              |              |  |
|  | Alexander Reichel | Alexander Reichel | 6                | 4           | 6           |  |  |               | Alexander Reichel | 7             | 2             | 3             |   |   |              |                  |                  |              |              |  |
|  | Paul Hand         | Paul Hand         | 4                | 6           | 1           |  |  |               |                   |               |               |               |   |   | 7            | Jeff Salzenstein | Jeff Salzenstein | 2            | 4            |  |
|  | Sasa Hirszon      | Sasa Hirszon      | Sasa Hirszon     | 7           | 6           |  |  |               |                   | 8             | Kevin Ullyett | Kevin Ullyett | 6 | 6 |              |                  |                  |              |              |  |
|  | James Davidson    | James Davidson    | James Davidson   | 5           | 3           |  |  |               | Sasa Hirszon      | Sasa Hirszon  | 4             | 6             |   |   |              |                  |                  |              |              |  |
|  | 8                 | Kevin Ullyett     | 1                | 7           | 6           |  |  | 8             | Kevin Ullyett     | Kevin Ullyett | 6             | 7             |   |   |              |                  |                  |              |              |  |
|  |                   | Maks Mirny        | 6                | 5           | 1           |  |  |               |                   |               |               |               |   |   |              |                  |                  |              |              |  |